# Ostapy
Ostapy (ukr. Остапи) – wieś na Ukrainie, w obwodzie żytomierskim, w rejonie korosteńskim, w hromadzie Łuhyny. W 2001 liczyła 421 mieszkańców.